# 斯普林瓦利 (肯塔基州)
斯普林瓦利（英語：Spring Valley）是一個位於美國肯塔基州傑佛遜縣的城市。

## 地方資料
根據2020年美國人口普查的數據，斯普林瓦利的面積為0.51平方千米，當中陸地面積為0.51平方千米，而水域面積為0.00平方千米。當地共有人口675人，而人口密度為每平方千米1,323.53人。